# David Douglas (roddare)
David G. A. Douglas, född 16 mars 1947 i Melbourne, är en australisk före detta roddare.
Douglas blev olympisk silvermedaljör i åtta med styrman vid sommarspelen 1968 i Mexico City.